# ハンス・ルター
ハンス・ルター（Hans Luther、1879年3月10日 - 1962年5月11日）は、ドイツ国の法律家、財政家、政治家。ヴァイマル共和政時代の1925年から翌年まで、ドイツ国首相を務めた。

## 経歴
ベルリン生まれ。キール大学、ジュネーヴ大学、ベルリン大学で法学を学び、1904年に法学博士号を取得。卒業後は官吏の道に進み、マクデブルク市参事会員（1907年）やエッセン市長（1918年 - 1922年）を務める。
1922年、ドイツ人民党（DVP）寄りの無党派閣僚としてヴィルヘルム・クーノ内閣に食糧・農業大臣として初入閣。第二次シュトレーゼマン内閣で財務相に転じる。ヒャルマル・シャハトを通貨委員に登用し（のちドイツ帝国銀行総裁）、ハイパーインフレーション後のドイツ通貨の安定に努めた。
1925年1月、中央党、ドイツ人民党（DVP）、ドイツ民主党（DDP）のほか、初めて右派民族主義政党であるドイツ国家人民党（DNVP）が加わった連立内閣を組織し、首相となる。首相として議会の権限制限を図った。1925年10月にロカルノ条約調印に反対したDNVPが連立を離脱し、少数与党内閣に転落。1926年5月に国旗をめぐる対立で連立が瓦解し、退陣した。
1927年、DVPに入党。1928年には分権化を主張する「国家刷新同盟」を設立。1930年3月から1933年3月までドイツ帝国銀行総裁を務める。1933年に政権に就いたアドルフ・ヒトラー内閣の雇用創出政策は支持したものの、通貨政策で対立して更迭された。彼の後任としてシャハトが再任した。直後から1937年まで駐米ドイツ大使を務める。1933年にニコラス・バトラー総長の招きでコロンビア大学で講演し、ヒトラー首相の「平和的意図」を強調した。1937年の駐米大使退任後は隠退生活に入った。
第二次世界大戦後は西ドイツで銀行設立や州区分の画定に関する諮問委員を務め、デュッセルドルフで死去した。